# Most Marii Krystyny
Most Marii Krystyny w San Sebastián (hiszp. Puente de María Cristina, bask. Maria Kristina zubia) – most na rzece Urumea w San Sebastián w Kraju Basków. Most nazwano na cześć królowej Marii Krystyny Austriackiej, regentki Hiszpanii w latach 1885-1902.
W 1893 roku zbudowano tymczasową drewnianą kładkę, która umożliwiła bezpośredni dostęp z centrum miasta do Dworca Północnego. W 1903 roku ogłoszono konkurs na projekt nowego mostu. Autorami zwycięskiego projektu byli José Eugenio Ribera i Julio Martínez Zapata. Budowę rozpoczęto w 1904 roku, a uroczysta inauguracja mostu miała miejsce 20 stycznia 1905 roku.
Most, długości 88 metrów i szerokości ok. 20 metrów, został zbudowany z żelbetonu (co było nowością w tym czasie). Ma on trzy przęsła o długości 24 metrów. Na końcach mostu wzniesiono cztery obeliski wysokości 18 metrów zwieńczone grupami rzeźbiarskimi, będące nawiązaniem do mostu Aleksandra III w Paryżu.
W roku 1984 most został przebudowany i ponownie otwarty 20 stycznia 1985 roku. Ceremonii przewodniczył lehendakari Carlos Garaikoetxea. 